# Tratatul de la Nanking

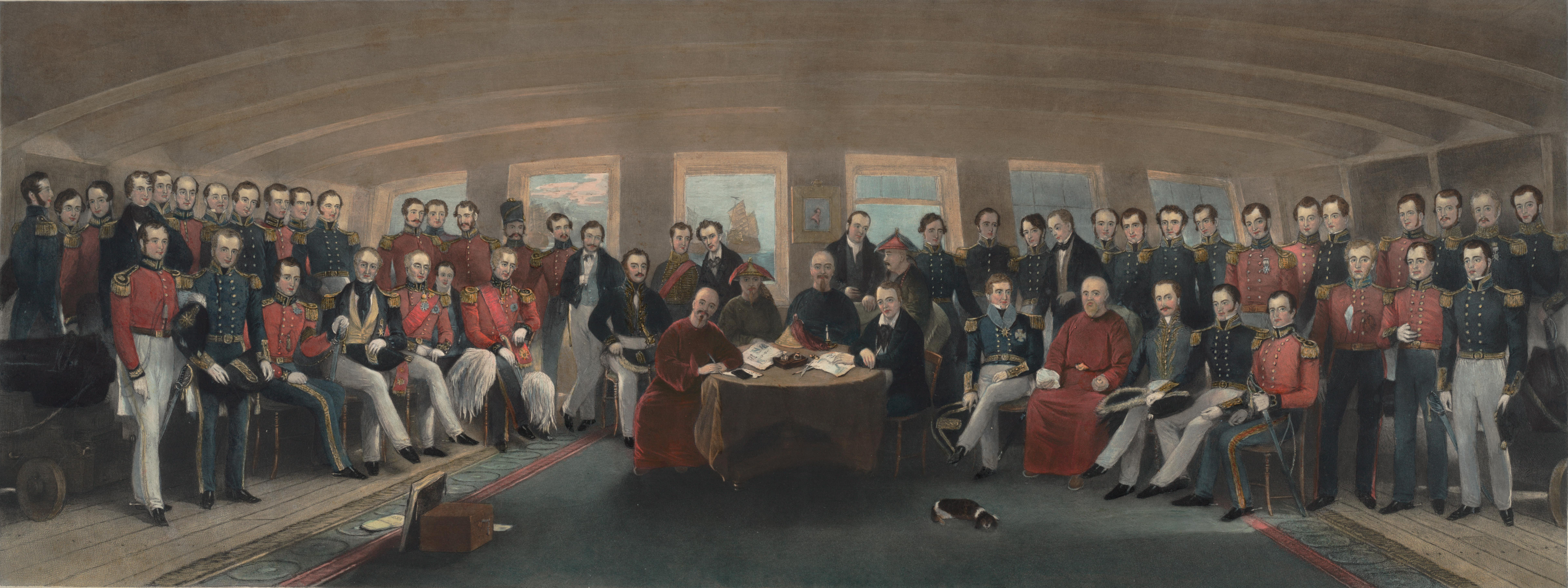
Semnarea tratatului de la Nanking

Tratatul de la Nanking (sau Nanjing) s-a semnat la 29 august 1842 și a pus capăt Primului Război al Opiului (1839–42) disputat între Regatul Unit al Marii Britanii și al Irlandei și Dinastia Qing din China. A fost primul tratat din seria denumită de chinezi „tratatele inegale”, deoarece britanicii nu-și asumau prin ele nicio obligație.
În urma înfrângerii militare a Chinei, în condițiile în care navele de război britanice amenințau să atace orașul, reprezentanții Imperiilor Britanic și Qing au purtat negocieri la bordul navei HMS Cornwallis ancorată în portul Nanking. La 29 august 1842, reprezentantul britanic, Sir Henry Pottinger și reprezentanții Qing, Qiying, Yilibu și Niujian, au semnat tratatul. El consta din treisprezece articole și a fost ratificat de regina Victoria și de împăratul Daoguang nouă luni mai târziu.